# Криничненська сільська рада (Білогірський район)
Крини́чненська сільська́ ра́да — адміністративно-територіальна одиниця та орган місцевого самоврядування в Білогірському районі Автономної Республіки Крим. Адміністративний центр — село Криничне.

## Загальні відомості
- Населення ради: 2 621 особа (станом на 2001 рік)

## Населені пункти
Сільській раді були підпорядковані населені пункти:
- с. Криничне
- с. Алексєєвка
- с. Голованівка
- с. Карасівка
- с. Кирпичне
- с. Красноселівка
- с. Яблучне

## Склад ради
Рада складалася з 17 депутатів та голови.
- Голова ради: Щербенев Євген Павлович
- Секретар ради: Гречнєва Валентина Миколаївна

### Керівний склад попередніх скликань
| Прізвище, ім'я, по батькові        | Основні відомості                                                         | Дата обрання | Дата звільнення |
| ---------------------------------- | ------------------------------------------------------------------------- | ------------ | --------------- |
| Чорноіваненко Сергій Костянтинович | Сільський голова, 1973 року народження, член Партії регіонів              | 26.03.2006   | 31.10.2010      |
| Щербенев Євген Павлович            | Сільський голова, 1964 року народження, освіта вища, член Партії регіонів | 31.10.2010   |                 |

Примітка: таблиця складена за даними сайту Верховної Ради України

### Депутати
За результатами місцевих виборів 2010 року депутатами ради стали:

#### За суб'єктами висування
| Суб'єкт висування | Кількість обраних депутатів | %    |
| ----------------- | --------------------------- | ---- |
| Партія регіонів   | 11                          | 64,7 |
| Самовисування     | 6                           | 35,3 |

#### За округами
| № округу        | Прізвище, ім'я, по батькові       | Дата визнання обраним | Освіта  | Партійна приналежність | Відомості про обраного депутата                       |
| --------------- | --------------------------------- | --------------------- | ------- | ---------------------- | ----------------------------------------------------- |
| Партія регіонів |                                   |                       |         |                        |                                                       |
| 3               | Гречнєва Валентина Миколаївна     | 05.11.2010            | вища    | позапартійна           | Криничненська сільська рада, секретар                 |
| 5               | Рак Ніна Михайлівна               | 05.11.2010            | вища    | позапартійна           | радгосп «Передгір'я», робоча                          |
| 6               | Дорошенко Галина Григорівна       | 05.11.2010            | вища    | член Партії регіонів   | Криничненська сільська рада, рахівникз податків       |
| 7               | Кашкірова Римма Василівна         | 05.11.2010            | вища    | позапартійна           | Криничненська сільська рада, головний бухгалтер       |
| 8               | Кірієнко Юрій Миколайович         | 05.11.2010            | середня | позапартійний          | радгосп «Передгір'я», робочий                         |
| 10              | Лаврентьєв Юрій Олексійович       | 05.11.2010            | вища    | член Партії регіонів   | КРУ БПНИ, начальник філії                             |
| 11              | Сашко Валерія Володимирівна       | 05.11.2010            | вища    | член Партії регіонів   | Білогірська РДА, головний фахівець                    |
| 12              | Кірсанова Марія Степанівна        | 05.11.2010            | середня | член Партії регіонів   | радгосп «Передгір'я», робоча                          |
| 14              | Вознюк Костянтин Володимирович    | 05.11.2010            | вища    | член Партії регіонів   | тимчасово не працює                                   |
| 16              | Карпова Олена Вікторівна          | 05.11.2010            | вища    | член Партії регіонів   | тимчасово не працює                                   |
| 17              | Соболевська Олександра Георгіївна | 05.11.2010            | вища    | позапартійна           | пенсіонер                                             |
| Самовисування   |                                   |                       |         |                        |                                                       |
| 1               | Скворцов Сергій Вікторович        | 05.11.2010            | середня | позапартійний          | в/ч 4374                                              |
| 2               | Дьякова Раїса Степанівна          | 05.11.2010            | середня | член Партії регіонів   | пенсіонер                                             |
| 4               | Котова Олена Олексіївна           | 05.11.2010            | середня | позапартійна           | тимчасово не працює                                   |
| 9               | Алексеєнко Олександр Григорович   | 05.11.2010            | вища    | позапартійний          | ЗАО «Пансіонат „Канака“», зам. генерального директора |
| 13              | Ібрагімов Ісмаіл Сулейманович     | 05.11.2010            | середня | позапартійний          | радгосп «Передгір'я», робочий                         |
| 15              | Дятленко Володимир Миколайович    | 05.11.2010            | вища    | позапартійний          | пенсіонер                                             |